# Маршаллтон (Пенсільванія)
Маршаллтон (англ. Marshallton) — переписна місцевість (CDP) в США, в окрузі Нортамберленд штату Пенсільванія. Населення — 1348 осіб (2020).

## Географія
Маршаллтон розташований за координатами 40°47′6″ пн. ш. 76°32′11″ зх. д. / 40.78500° пн. ш. 76.53639° зх. д. (40.785128, -76.536496).  За даними Бюро перепису населення США в 2010 році переписна місцевість мала площу 2,29 км², з яких 2,25 км² — суходіл та 0,05 км² — водойми.

## Демографія
Згідно з переписом 2010 року, у переписній місцевості мешкала 1441 особа в 619 домогосподарствах у складі 372 родин. Густота населення становила 628 осіб/км².  Було 758 помешкань (330/км²).
Расовий склад населення:
| - 98,1 % — білих - 0,8 % — корінних американців - 0,2 % — азіатів - 0,1 % — чорних або афроамериканців |

До двох чи більше рас належало 0,4 %. Частка іспаномовних становила 0,8 % від усіх жителів.
За віковим діапазоном населення розподілялося таким чином: 21,6 % — особи молодші 18 років, 59,5 % — особи у віці 18—64 років, 18,9 % — особи у віці 65 років та старші. Медіана віку мешканця становила 43,0 року. На 100 осіб жіночої статі у переписній місцевості припадало 95,0 чоловіків;  на 100 жінок у віці від 18 років та старших — 96,5 чоловіків також старших 18 років.
Середній дохід на одне домашнє господарство  становив 50 372 долари США (медіана — 37 721), а середній дохід на одну сім'ю — 64 727 доларів (медіана — 50 100). За межею бідності перебувало 16,0 % осіб, у тому числі 11,0 % дітей у віці до 18 років та 10,8 % осіб у віці 65 років та старших.
Цивільне працевлаштоване населення становило 546 осіб. Основні галузі зайнятості: освіта, охорона здоров'я та соціальна допомога — 27,5 %, мистецтво, розваги та відпочинок — 16,7 %, публічна адміністрація — 16,3 %.